# 연예가 X파일 투데이
《연예가 X파일 투데이》는 TV조선에서 방영되는 연예 정보 프로그램이다.

## 진행자
- 이진희

## 패널
- 백은영